# إيلين باري (صحفية)
إيلين باري (بالإنجليزية: Ellen Barry)‏ هي صحفية أمريكية، ولدت في 1971.